# Майло (Північна Дакота)
Майло (англ. Mylo) — місто (англ. city) в США, в окрузі Ролетт штату Північна Дакота. Населення — 21 особа (2020).

## Географія
Майло розташоване за координатами 48°38′9″ пн. ш. 99°37′4″ зх. д. / 48.63583° пн. ш. 99.61778° зх. д. (48.635926, -99.617839).  За даними Бюро перепису населення США в 2010 році місто мало площу 2,35 км², уся площа — суходіл. В 2017 році площа становила 2,23 км², уся площа — суходіл.

## Демографія
Згідно з переписом 2010 року, у місті мешкало 20 осіб у 9 домогосподарствах у складі 4 родин. Густота населення становила 9 осіб/км².  Було 12 помешкання (5/км²).
Расовий склад населення:
| - 95,0 % — білих - 5,0 % — корінних американців |

До двох чи більше рас належало 0,0 %. Частка іспаномовних становила 0,0 % від усіх жителів.
За віковим діапазоном населення розподілялося таким чином: 30,0 % — особи молодші 18 років, 60,0 % — особи у віці 18—64 років, 10,0 % — особи у віці 65 років та старші. Медіана віку мешканця становила 45,5 року. На 100 осіб жіночої статі у місті припадало 100,0 чоловіків;  на 100 жінок у віці від 18 років та старших — 100,0 чоловіків також старших 18 років.
Середній дохід на одне домашнє господарство  становив 64 329 доларів США (медіана — 80 625), а середній дохід на одну сім'ю — 85 180 доларів (медіана — 81 875). 
Цивільне працевлаштоване населення становило 8 осіб. Основні галузі зайнятості: освіта, охорона здоров'я та соціальна допомога — 50,0 %, виробництво — 25,0 %, фінанси, страхування та нерухомість — 12,5 %, мистецтво, розваги та відпочинок — 12,5 %.